# Museu da Östergötland
O Museu da Östergötland ou Gotalândia Oriental (em sueco: Östergötlands museum) é um museu da cultura regional, localizado na cidade sueca de Linköping, na província histórica da Östergötland. O edifício foi desenhado pelos arquitetos Nils Ahrbom e Helge Zimdal em estilo funcionalista, e inaugurado em 1939. Pertencem igualmente ao museu o palácio de Löfstad e a casa senhorial de Smedstorp em Ydre.

## Património do museu
O património do museu abrange objetos de arte, fotografias e peças arqueológicas retratando a memória histórica e cultural da província. Um contributo considerável é constituído por obras de arte doadas por Charles Emil Hagdahl à cidade de Linköping. Possui uma valiosa coleção de peças suecas, francesas, alemãs e holandesas. A arte do século XIX inclui obras de Pehr Hörberg e Johan Krouthén com um perfil característico da região, e a arte do século XX está representada por peças modernistas e pós-modernistas.

## Galeria

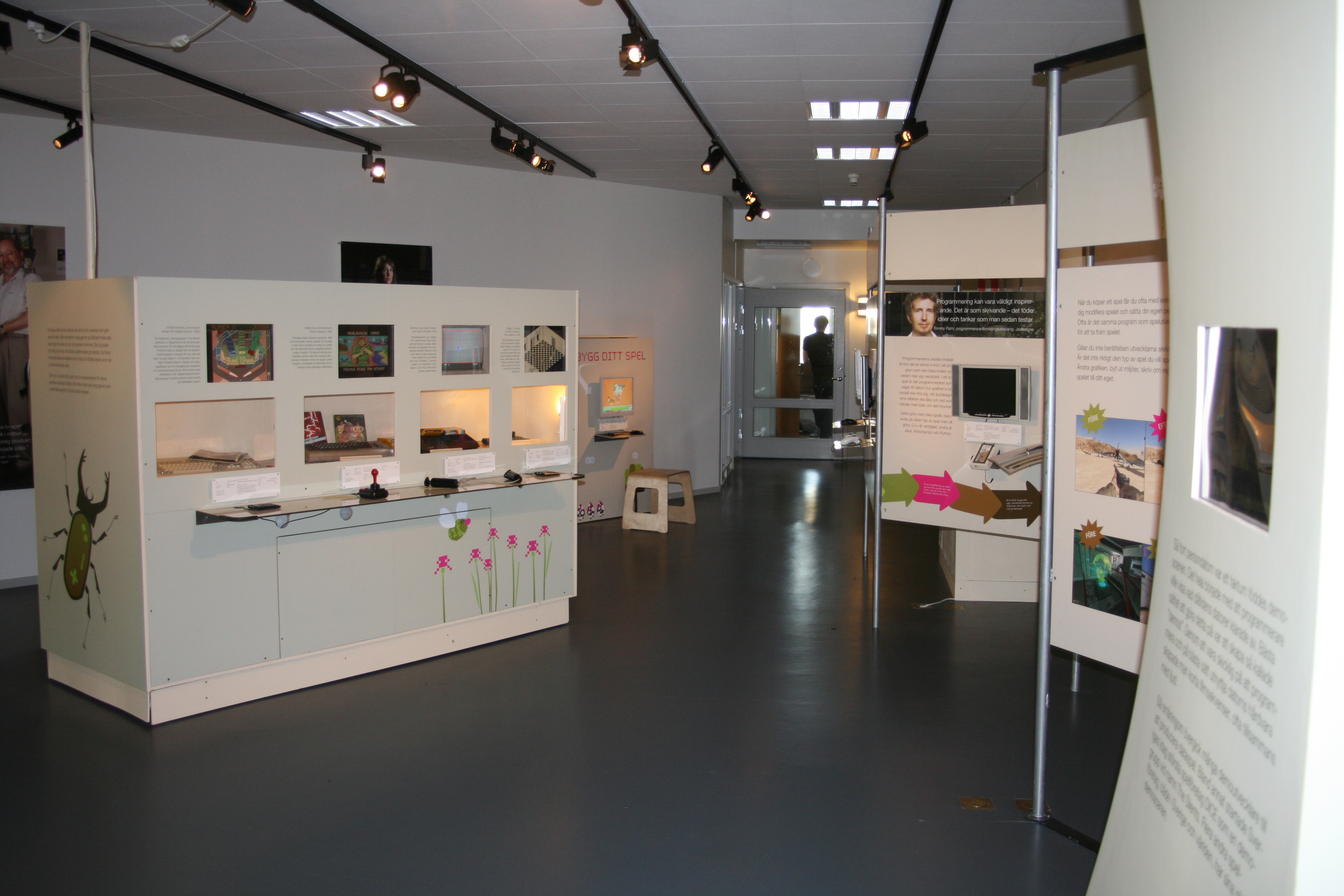
Sala de jogos de computador
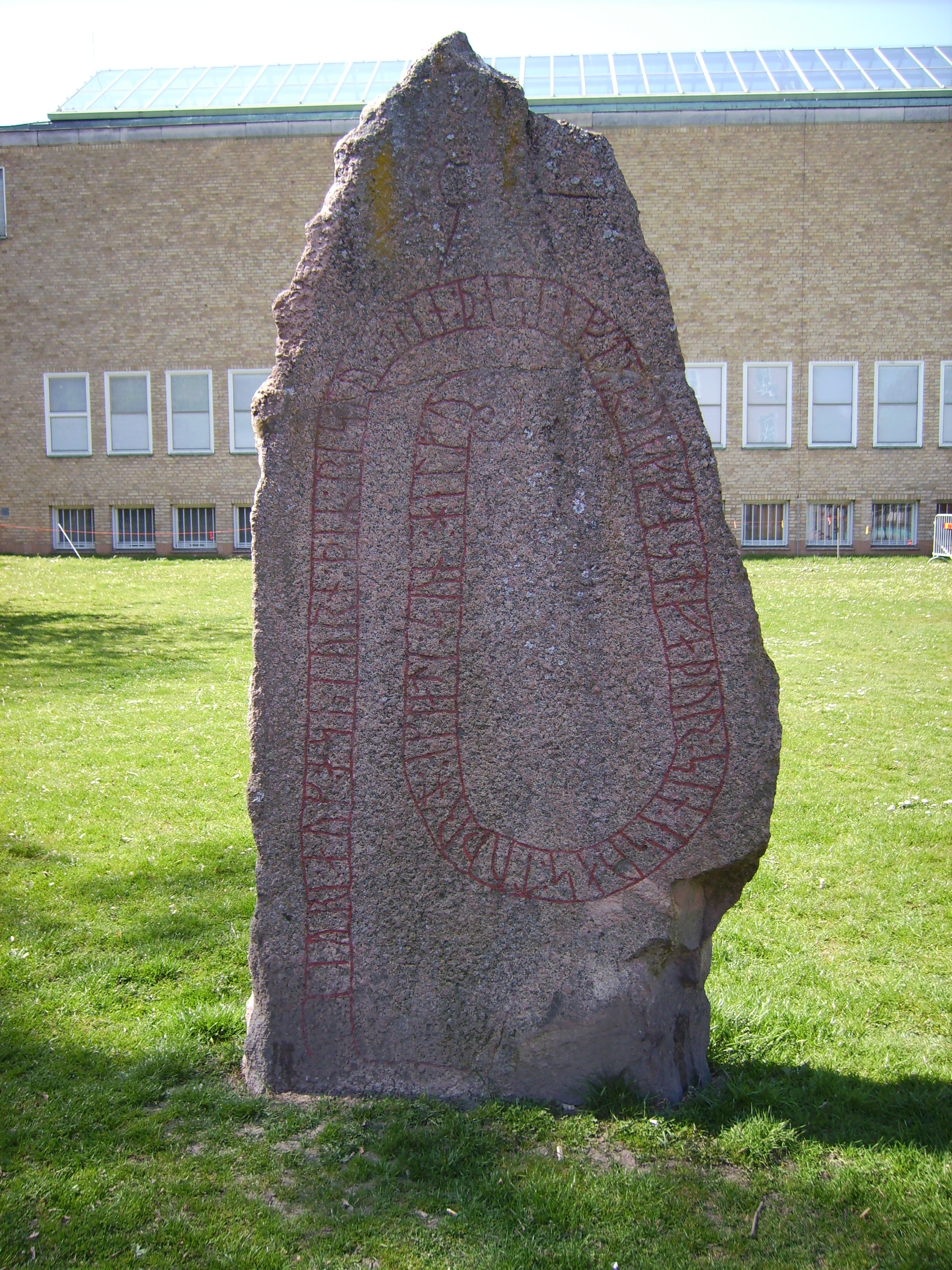
Pedra rúnica no exterior do edifício
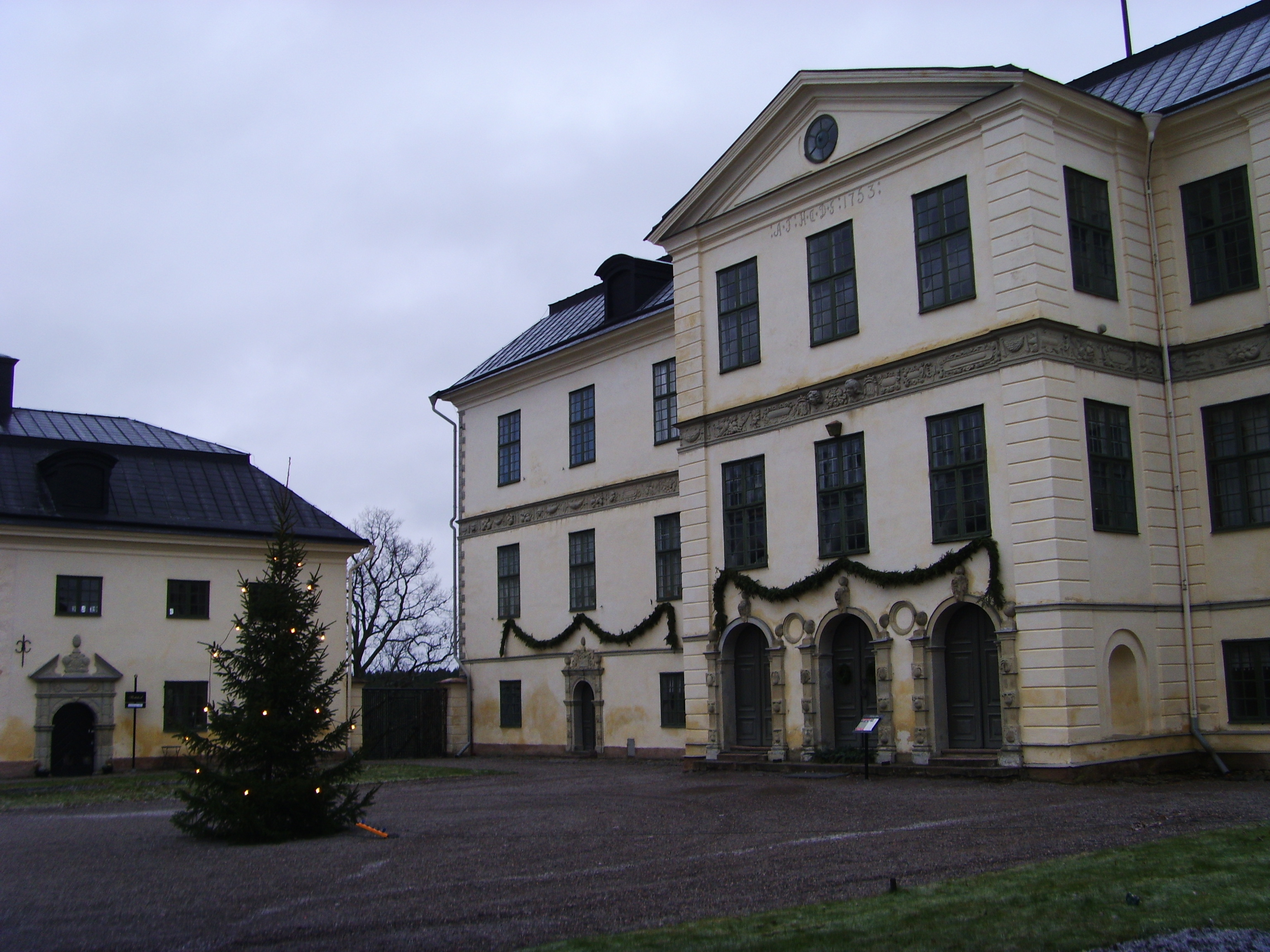
Palácio de Löfstad
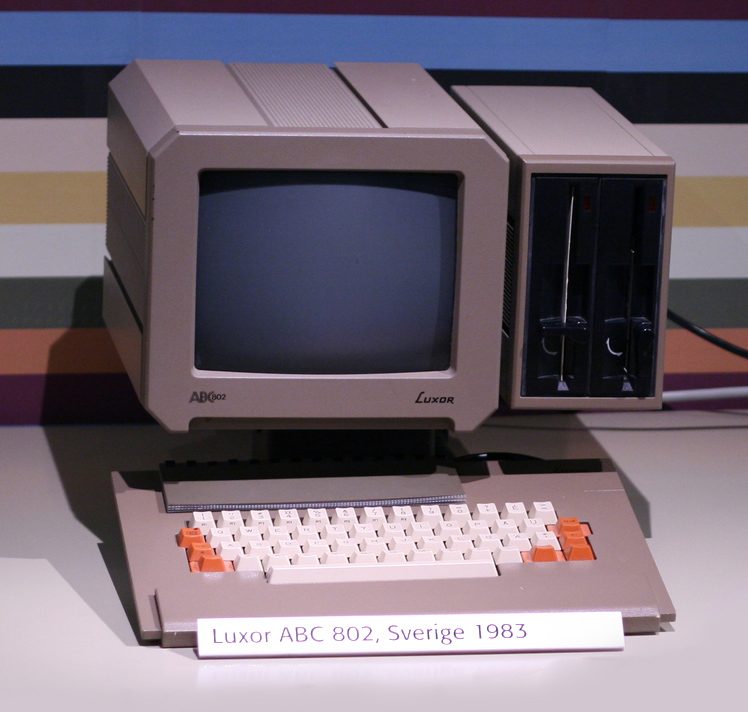
Computador Luxor, de 1983